# Hrvatski domobran (organizacija)
Hrvatski Domobran bila je politička organizacija koja je zagovarala nezavisnost Hrvatske od Kraljevine Jugoslavije, a kasnije se povezala s ustašama.
Udruga je proizašla iz Saveza hrvatske pravaške republikanske omladine (SHPRO) u Zagrebu 1. studenoga 1928. godine. Prema statutu svrha joj je bila "da razvija tjelesno i duševno zdravlje svojih članova", a imala je biti organizacijom "sveopćeg hrvatskog narodnog pokreta". Glasilo Hrvatski Domobran počelo je izlaziti u studenom iste godine umjesto dotadašnjeg lista SHPRO-a Starčević. Planirano je da se pod krinkom javne organizacije potajno osnivaju i uvježbavaju skupine/postrojbe revolucionarne hrvatske mladeži. U početku su nosili plave košulje, ali se od toga odustalo zbog konspirativnosti. Organizacija je bila pokušaj okupljanja cjelokupne nacionalne hrvatske mladeži od strane pravaškog vodstva, odnosno mladih iz HSS-a, Hrvatske federalističke seljačke stranke i HSP-a.
Članovi udruge sudjelovali su u krvavim prosvjedima i sukobima s policijom i žandarima u prosincu 1928. godine u Zagrebu. Nakon uspostave Šestosiječanjske diktature organizacija je zabranjena i raspuštena.
Organizacija je ponovno uspostavljena u Buenos Airesu, 12. lipnja 1931. godine prilikom boravka Branka Jelića u Argentini. Godine 1932. Hrvatski domobran imao je 1.984 člana. Pod njihovim vodstvom organizirano je 1933. godine Hrvatsko javno glasovanje u Južnoj Americi za slobodu i nezavisnost Hrvatske. Tom prigodom je glasovalo oko 50.000 Hrvata.
Osnovan je i ogranak u SAD-u kako bi se pridobili emigranti za Ustaški pokret. I sam ustaški pokret se u ranim fazama nazivao ustaško-domobranskim pokretom.

## Glasila
- Hrvatski domobran (Zagreb, 1928.)
- Hrvatski domobran (Buenos Aires, 1931. – 1944.)
- Nezavisna hrvatska država (Pittsburgh, 1933. – 1942.)

### Knjige
- Perinić, Ljeposlav. 1998. Hrvati u Argentini.   Šakić, Vlado; Jurčević, Josip (ur.). Budućnost iseljene Hrvatske. Institut društvenih znanosti "Ivo Pilar". Zagreb. str. 277–286